# Witów (powiat łęczycki)
Witów – wieś w Polsce położona w województwie łódzkim, w powiecie łęczyckim, w gminie Piątek.
W latach 1975–1998 miejscowość należała administracyjnie do województwa płockiego.
W roku 1937 w pobliżu wsi odnaleziono zabytki pochodzące z epoki paleolitu. W latach 1955–60 przeprowadzono tu prace archeologiczne, podczas których znaleziono ślady osadnictwa z okresu paleolitu. Wydobyto ponad 800 zabytków paleolitycznych. Znaleziono ślady szałasów. Zdaniem naukowców w miejscu tym zimowała grupa łowiecka podczas swoich wędrówek.

## Zabytki
Według rejestru zabytków Narodowego Instytutu Dziedzictwa na listę zabytków wpisane są obiekty:
- zespół dworski, 2 poł. XIX w.:
  - dwór, nr rej.: 491 z 10.04.1979
  - park, nr rej.: 632 z 13.11.1992